# Enrique Ramón Fajarnés
Enrique Ramón Fajarnés (Santiago de Compostela, 20 de marzo de 1929-Ibiza, 14 de septiembre de 2020) fue un abogado, político y senador español. 

## Biografía
Nació accidentalmente en Santiago de Compostela debido al trabajo de su padre. En 1931 toda la familia regresó a Ibiza. Se licenció en Derecho por la Universidad de Barcelona y realizó el servicio militar como comandante de complemento en la isla de Cabrera. El 1962 fue letrado de la Cámara de Comercio de las Islas Baleares y secretario de la Cámara en Ibiza y Formentera. Posteriormente fue Secretario General de Fomento del Turismo en Ibiza hasta 1993.
Entre otros cargos, fue vicecónsul de los Países Bajos, fiscal comarcal suplente, subagente del banco Lloyds y presidente del Skal Club de Ibiza.
Políticamente empezó como concejal de Ibiza en 1965 y años después, en 1971, accedió a la alcaldía, cuando dimitió el alcalde Abel Matutes. Ocupó la alcaldía hasta 1974. Durante su mandato firmó el pacto con los militares para conseguir que el Castillo Blanca Dona y la zona de los Molinos pasaran a ser de propiedad municipal.
Durante la transición democrática militó inicialmente en la UCD, del que fue presidente en Ibiza y consejero del Consejo General Interinsular y del Consejo Insular de Ibiza y Formentera de 1979 a 1981. Cuando se disolvió la UCD, ingresó en el Partido Demócrata Popular y se presentó a las elecciones de 1982 como candidato al Senado de España por Ibiza-Formentera en coalición con Alianza Popular. De 1982 a 1986 fue Secretario Segundo de la Comisión de Reglamento del Senado.
Fue elegido diputado por Baleares en las elecciones de 1986 y 1989. Ha sido miembro de las Comisiones de Economía, Comercio y Hacienda y del Defensor del Pueblo (1986-1989) y secretario segundo de la Comisión de Economía, Comercio y Hacienda (1989-1993).

## Premios y distinciones
- Medallas al Mérito Turístico en su categoría de Bronce y Plata.[9]